# أجسام P
الأجسام المعالِجة أو أجسام-P (بالإنجليزية: P-bodies)‏ هي تكدسات تتشكل عبر فصل الطور داخل سيتوبلازم خلايا حقيقيات النوى وتتكون من الإنزيمات التي لها دور في تحلل الرنا الرسول. أجسام-P هي بُنى عالية الانحفاظ وتمت ملاحظتها في الخلايا الجسدية للفقاريات واللافقاريات، النباتات والخميرة. حتى يومنا هذا، تم إثبات أن أجسام-P تلعب دورا أساسيا في التحلل العام للرنا الرسول وفي تحلل الرنا بسبب الطفرات العشوائية، تحلل الدنا بسبب العنصر الغني بالأدينيلات- واليوريدينات، إسكات الرنا المحفز بواسطة الرنا الميكروي. ما كل جزيئات الرنا الرسول التي تدخل أجسام-P يتم تفكيكها، فقد أُثبِت أن بعض جزيئات الرنا الرسول يمكنها مغادرة أجسام-P وإعادة بدء الترجمة. أظهر استخلاص وتحديد تسلسل الرنا الرسول من الأجسام المعالِجة المستخلَصة أن ترجمة جزيئات الرنا الرسول تثبَّط عكس التيار من مكان ابتداء الترجمة وأنها تُحمى من تحلل النهاية 5'.
تم إثبات أن الوظائف التالية تحدث داخل أو لها علاقة بأجسام-P:
- إزالة القبعة وتفكيك جزيئات الرنا الرسول غير المرغوب فيها.[5]
- تخزين الرنا الرسول حتى ظهور الحاجة إلى ترجمته.[4]
- المساعدة في تثبيط الترجمة بواسطة الرنا الميكروي.

في العصبونات، تتحرك أجسام-P بواسطة البروتينات المحركة استجابة لمنبه، وهذا على الأرجح مرتبط بترجمة محلية في الزوائد الشجرية.
وُصفت أجسام-P في الأدب العلمي أول مرة بواسطة باشكروف وزملائه سنة 1997. حيث وصف «حبيبات صغيرة... تكدسات بارزة» على أنها الموضع السيتوبلازمي للريبونوكلياز الخارجي mXrn1p الخاص بالفأر. في سنة 2002 نُشرت أول المنشورات التي توضح ماهية وأهمية هذه التكدسات السيتوبلازمية، وفي نفس العام أظهر الباحثون أن العديد من البروتينات ذات الصلة بتفكيك الرنا الرسول تتواجد في هذه التكدسات. أثناء ذلك الوقت استُخدمت العديد من الأسماء لوصف الأجسام المعالجة منها: «أجسام GW» و«الأجسام النازعة للقبعة» لكن «أجسام-P» كان هو المصطلح المختار وهو حاليا الأكثر انتشارا وقبولا في الأدب العلمي. يقترح دليل حديث أن أجسام-GW وأجسام-P يمكن أن تكون مكونات خلوية مختلفة، لأن بروتيني GW182 وAgo2 -لهما علاقة بإسكات الجين بواسة الرنا الميكروي- يتواجدان حصريا في أجسام متعددة الحويصلات أو اجسام-GW ولا يتواجدان في أجسام-P.
أجسام-P ليست هي نفسها حبيبات الإجهاد فهي تحتوي على مجموعة بروتينات كبيرة غير متماثلة. تدعم البنيتين وظائفا خلوية متداخلة لكنهما في العادة يتكونان تحت ظروف ومنبهات مختلفة. يقترح هويل وزملاؤه موقعا جديدا سُمي أجسام-EGP أو حبيبات الإجهاد على أنه ربما مسؤول على تخزين الرنا الرسول وذلك لأن هذه المواقع تفتقد الإنزيم النازع للقبعة.